# Giáo hoàng Innôcentê VIII
Innôcentê VIII (Latinh: Innocens VIII) là vị giáo hoàng thứ 213 của giáo hội công giáo. Theo niên giám tòa thánh năm 1806 thì ông đắc cử Giáo hoàng năm 1484 và ở ngôi Giáo hoàng trong 7 năm 10 tháng 27 ngày.
Niên giám tòa thánh năm 2003 xác định ông đắc cử Giáo hoàng ngày 29 tháng 8 năm 1484, ngày khai mạc chức vụ mục tử đoàn chiên chúa là ngày 12 tháng 9 và ngày kết thúc Triều đại của ông là ngày 25 tháng 7 năm 1492.

## Trước khi thành giáo hoàng
Giáo hoàng Innocens sinh tại Genoa năm 1432. Ông là con của một nghị viên nguyên lão tương lai của Rôma Arano Cybo và một nữ quý tộc Gênes, bà Teodorina de Mari. Thời niên thiếu, ông sống ở triều đình Napôli.
Ông đã có ít nhất hai con ngoài giá thú, sinh ra trước khi ông bước vào hàng giáo sĩ 
Battista Cibo "đã công khai ủng hộ trong việc lựa chọn những đứa con của mình. là trưởng dòng Dominican ở Florence từ năm 1494 cho đến năm 1498 đã trừng phạt ông vì những ham muốn trần tục.
Ông nhận các chức thánh và nhận tòa Giám mục Savone từ tay của Phaolô II vào năm 1467. Nhờ sự bảo trợ của hồng y Della Rovere, Giáo hoàng Giuliô II tương lai, ông vào giáo triều Rôma.
Năm 1473, ông được nâng lên phẩm tước hồng y. 

## Giáo hoàng
Sau khi Giáo hoàng Sixtus IV qua đời, hồng y đoàn bầu hồng y Battista Cibo, thuộc hàng quý tộc thành Genoa, lên ngôi Giáo hoàng lấy hiệu là Innocens VIII. Người ta cho rằng, ông được bầu lên làm Giáo hoàng nhờ những thủ đoạn của hồng y Della Rovere.

### Về chính trị
Chống quân Thổ, như các vị tiền nhiệm của mình, ông đã dự định tung ra một cuộc thập tự chinh nhưng vô ích. Thậm chí Innôcentê VIII phải kết thúc những cuộc tiếp xúc với vua Thổ là Bajazet II. Ông này đã trả lại cho ông cây giáo nhọn thánh, được xem là đã đâm xuyên qua Đức Giêsu trong ngày Người tử nạn.
Ông tiến hành công việc ổn định hoà bình tại các lãnh địa của Giáo hội Công giáo. Tại Italia, ông nhờ đến Florentia, do Lauren de Médicis lãnh đạo, để có được tài chính. Để cảm ơn, ông cho con trai bất hợp pháp của ông là Franceschetto kết hôn với con gái của Laurent là Madaleno, điều này làm cho những người đồng thời của ông xầm xì.
Ông chỉ huy chiến tranh chống Ferdinando I của Napoli, người đã nhiều lấn từ chối cống thuế thụ chức cho Giáo hoàng. Một chiến dịch thứ nhất kết thúc bằng một hòa ước giảm nhẹ năm 1486 không làm giảm bớt sự thù địch giữa hai bên. Năm 1489, Innôcentê VIII ra vạ tuyệt thông kẻ địch của mình và yêu cầu Charles VIII của Pháp can thiệp, chính thức hứa với ông này với quốc vương Napoli. Cuộc xung đột chỉ chấm dứt vào năm 1492.
Ông hỗ trợ Cristoforo Colombo trong lộ trình đi về phía Tây, để khám phá ra Tân Thế giới (châu Mỹ) và sử dụng ảnh hưởng của mình để khiến vua Tây Ban Nha giúp đỡ Columbus. Ông cũng là người quyết liệt chống lại việc mua bán nô lệ.
Innôcentê VIII đã thừa nhận Henry VII của Anh là quốc vương hợp pháp vào cuối cuộc chiến tranh hoa hồng ở Anh. Ông ban tước hiệu "vua Công giáo" cho Ferrando II của Aragón và Isabel I của Castilla.

### Về mặt tôn giáo
Về mặt tôn giáo, ông công bố sắc chỉ Summisdesiderantes affectibus (5.12.1484) cho phép Tòa thẩm tra có biện pháp với trò phù thủy. Chính xác hơn, sắc chỉ này cho phép Henri Institoris và Jacques Sprenger thẩm cứu vụ kiện hai bà bị coi như là phù thủy ở Đức. Khi trở về, hai tu sĩ Đaminh này công bố quyển ga (Chiếc búa của các nữ phù thủy) danh tiếng.
Ông là người đã ra sắc lệnh tuyệt diệt giáo phái Vaudois và cử binh đi đánh họ; cử Thomas de Torquemada làm trưởng đoàn chánh phẩm Tôn giáo Pháp đình ở Tây Ban Nha. Ông kết án Pico della Mirandola là một người theo dị giáo.
Ông phê chuẩn sự đàn áp rất tàn nhẫn do Tòa thẩm tra Tây Ban Nha điều khiển chống lại những người Do thái Tây Ban Nha trở lại Kytô giáo nhưng bị nghi ngờ là vẫn tiếp tục thực hành tôn giáo nguyên thủy của họ. Ông cũng lên án toàn bộ các luận đề của Pic de la Mirandole.
Innôcentê VIII cho phục hưng nhiều nhà thờ Rôma. Ông cho xây dựng một cung điện cho Giáo triều Rôma mà ngày nay không còn tồn tại nữa, cũng như cung điện Belvedere. Ông tạo điều kiện để Antonio Pollaiolo, le Pinturrichio, Andrea Mantagna, le Pérugin làm việc. 

## Gia đình
Giáo hoàng làm cho dư luận phẫn nộ vì phong chức Hồng y cho những người không xứng đáng, ví dụ như cho Jean de Médicis là con trai của Larent mới mười bốn tuổi, sau này là Giáo hoàng Leon X.
Các thói buôn thần bán thánh và gia đình trị trở nên thịnh hành. Ông không đủ uy tín để kiềm chế các lạm dụng trong Giáo hội, vì chính ông không tránh được sự thiên tư con cháu.
Người ta cho rằng Giáo hoàng Innocent VIII thông dâm với nhiều phụ nữ và có 16 đứa con. Nhiều con của ông được tổ chức đám cưới linh đình ngay tại Vatican . Ông cho phép bò mộng đấu với người tại công trường Thánh Phêrô, làm bối cảnh cho Savonarole chống lại sự bại hoại của Giáo hoàng như sấm sét.
Ông chi tiêu toàn bộ ngân khố Hội Thánh để thoả mãn sự tham lam của giáo triều mà hoàn toàn do ông điều hành.
Xác ông được an táng trong vương cung thánh đường thánh Phêrô.